# 2월 26일
2월 26일은 그레고리력으로 57번째(윤년일 경우도 57번째) 날에 해당한다.

## 사건
- 기원전 747년 - 나본나사르(Nabonassar)가 바빌론에 왕국을 창건하다.
- 364년 - 발렌티니아누스 1세가 로마의 황제로 선포되다.
- 1233년 - 몽골-금나라 전쟁: 전쟁 말기 애종 때 몽골 제국이 금나라의 수도 카이펑(개봉)을 함락시키다.
- 1815년 - 나폴레옹 보나파르트가 엘바섬의 유형지에서 탈출하다.
- 1935년 - 영국의 로버트 왓슨와트의 레이다 시연.
- 1936년 - 일본 육군 장교들이 2·26 사건을 일으킴.
- 1941년 - 필리핀 항공이 창립했다.
- 1980년 - 이스라엘과 이집트가 국교를 수립하다.
- 1993년 - 람지 유세프가 세계 무역 센터 차고에서 폭탄 테러를 일으켜 6명이 죽고 1,000여 명이 부상당하다.
- 2014년 - 송파 세 모녀 자살 사건이 일어나다.

## 문화
- 1979년 - 타이완 타오위안 국제공항 개항.
- 2010년 -
  - 대한민국의 김연아 선수가 2010년 동계 올림픽 피겨 스케이팅 여자 싱글에서 총합 228.56점으로 역대 최고점수를 기록하며 우승, 한국의 피겨선수로는 최초로 올림픽 금메달을 목에 걸게 되었다.
  - 서동탄역 개통.
- 2013년 - 마이크로소프트에서 윈도우 7, 윈도우 서버 2008 R2용 인터넷 익스플로러 10 출시.
- 2017년 - 2017년 동계 아시안 게임 폐막.

## 탄생
- 1564년 - 영국의 극작가 크리스토퍼 말로. (~1593년)
- 1725년 - 프랑스의 발명가 니콜라 조제프 퀴뇨. (~1804년)
- 1746년 - 오스트리아의 공주 마리아 아말리아 폰 외스터라이히. (~1804년)
- 1802년 - 프랑스의 소설가 빅토르 위고. (~1885년)
- 1829년 - 미국의 청바지 제조회사 리바이스의 창립자 리바이 스트라우스. (~1902년)
- 1852년 - 미국의 채식주의 제칠일안식일예수재림교 신자의 의학박사 존 하비 켈로그. (~1943년)
- 1861년 - 불가리아 왕국의 초대 국왕 페르디난드 1세. (~1948년)
- 1918년 - 미국의 SF 작가 시어도어 스터전. (~1985년)
- 1919년 - 대한민국의 법학자 현승종. (~2020년)
- 1920년 - 브라질의 소설가 조제 마우루 지 바스콘셀루스. (~1984년)
- 1924년 - 일본의 정치가, 총리 대신 다케시타 노보루. (~2000년)
- 1926년 - 대한민국의 무용가 김진걸. (~2007년)
- 1930년
  - 대한민국의 철학자 박이문. (~2017년)
  - 미국의 배우, 영상 편집자 로버트 프란시스. (~1955년)
  - 미국의 배우, 각본가 돈 데블린. (~2000년)
- 1932년 - 대한민국의 대학 교수, 외교관 함병춘. (~2013년)
- 1935년 - 일본 태생 대한민국의 소설가 이회성. (~2025년)
- 1942년
  - 일본의 재즈 피아노 연주자 야마시타 요스케.
  - 슬로바키아의 축구 선수 요제프 아다메츠. (~2018년)
- 1946년 - 잉글랜드의 축구 선수 콜린 벨. (~2021년)
- 1947년 - 영국의 봅슬레이 선수 고머 로이드. (~2016년)
- 1948년 - 일본의 야구 선수 가도타 히로미쓰. (~2023년)
- 1951년
  - 대한민국의 사회운동가 강내희.
  - 대한민국의 배우 남영진. (~2019년)
- 1952년 - 영국의 베이스 연주자 존 기블린. (~2023년)
- 1953년 - 미국의 싱어송라이터 마이클 볼튼.
- 1954년
  - 대한민국의 배우 하미혜.
  - 일본의 레슬링 선수 에토 마사키,
  - 튀르키예의 정치인 레제프 타이이프 에르도안.
- 1956년
  - 일본의 가수 구와타 게이스케.
  - 대한민국의 성우 장승길.
  - 일본의 교수 호사카 유지.
- 1958년
  - 대한민국의 배우 주진모.
  - 프랑스의 소설가 미셸 우엘베크.
- 1960년 - 독일의 배우, 각본가 루트거 피스토어.
- 1961년 - 대한민국의 언론인 임도혁.
- 1962년 - 대한민국의 의사, 기업인, 정치인 안철수.
- 1964년 - 일본인 디자이너 오시마 나오토.
- 1965년 - 일본의 레슬링 선수 아카이시 고세이.
- 1967년 - 일본의 축구 선수 미우라 가즈요시.
- 1969년 - 중국의 반체제 인사, 인권 운동가 왕단.
- 1970년 - 대한민국의 가수 승지.
- 1971년
  - 미국의 가수 에리카 바두.
  - 대한민국의 만화가 유시진.
  - 미국의 영화 감독 숀 베이커.
- 1972년
  - 대한민국의 방송프로듀서 서수민.
  - 대한민국의 농구 선수 김승기.
- 1973년
  - 미국의 수영 선수 제니 톰프슨.
  - 폴란드의 영화감독 마우고자타 슈모프스카.
  - 노르웨이의 전 축구 선수, 현 축구 감독 올레 군나르 솔샤르.
- 1974년 - 프랑스의 카레이서 세바스티앵 뢰브.
- 1975년 - 미국의 영화배우 드루 고더드.
- 1977년
  - 대한민국의 배우 오정세.
  - 대한민국의 배우 신종훈.
- 1978년
  - 대한민국의 배우 임치우.
  - 사우디아라비아의 축구 선수 모하메드 누르.
- 1979년
  - 영국의 싱어송라이터 커린 베일리 레이.
  - 대한민국의 전 아나운서 박현선.
- 1980년 -  태국의 역도 선수 아리 위랏타원.
- 1981년 - 대한민국의 배우 문혁.
- 1982년
  - 미국의 싱어송라이터 네이트 루스 (Fun.).
  - 중국의 테니스 선수 리나.
- 1983년
  - 포르투갈의 축구 선수 페페.
  - 네덜란드의 배우 라우라 더부르.
- 1984년 - 대한민국의 전직 스타크래프트 프로게이머 김현진.
- 1985년
  - 미국의 배우 샤일로 페르난데스.
  - 스페인의 축구 선수 페르난도 요렌테.
  - 일본의 가수, 방송인 후지모토 미키 (전 모닝구무스메).
  - 캐나다의 스노보드 선수 마이크 로버트슨.
- 1986년
  - 대한민국의 배우 심희섭.
  - 대한민국의 야구 선수 채형직.
  - 대한민국의 축구 선수 차연희.
  - 일본의 가수 크리스털 케이.
  - 스페인의 축구 선수 나초 몬레알.
  - 오스트레일리아의 배우 테리사 파머.
  - 미국의 프리스타일 스키 선수 해나 커니.
  - 독일의 전 축구 선수 게오르크 니더마이어.
  - 앙골라의 미인 대회 우승자 레일라 로페스.
- 1987년
  - 대한민국의 희극인 김수영.
  - 일본의 배우 히라마키 진.
- 1988년
  - 대한민국의 배구 선수 김연경.
  - 대한민국의 작가, 방송인 은하선.
  - 대한민국의 배우 황현희.
  - 대한민국의 배우 이연희.
  - 대한민국의 전직 스타크래프트 프로게이머 김광섭.
- 1989년 - 대한민국의 배우 서은아.
- 1991년
  - 대한민국의 래퍼 CL (2NE1).
  - 대한민국의 가수 이창섭 (비투비).
  - 대한민국의 배우 이승호.
- 1992년
  - 대한민국의 래퍼 필독 (빅스타, 유앤비).
  - 일본의 배우 시노자키 아이.
  - 일본의 만화가 아쿠타미 게게.
- 1993년
  - 대한민국의 교수 박현주.
  - 대한민국의 스피드 스케이팅 선수 김보름.
  - 스페인의 축구 선수 헤세 로드리게스
- 1994년
  - 대한민국의 래퍼 식케이.
  - 튀르키예의 축구 선수 아흐메트 일마즈 찰리크. (~2022년)
- 1995년 - 대한민국의 축구 선수 김혜영.
- 1996년 - 일본의 유도 선수 에런 울프.
- 1997년
  - 브라질의 축구 선수 마우콩 .
  - 대한민국의 가수 유승우.
- 1998년
  - 대한민국의 래퍼 브린.
  - 대한민국의 축구 선수 이상헌.
  - 중국의 가수 우씽.
- 1999년
  - 대한민국의 야구 선수 윤성빈.
  - 자메이카의 육상 선수 로제이 스토나.
- 2000년
  - 대한민국의 축구 선수 최민수.
  - 대한민국의 가수 현빈.
  - 캐나다의 수영 선수 마거릿 맥 닐.
- 2002년 - 대한민국의 배우 김서윤.
- 2003년
  - 대한민국의 피겨 스케이팅 선수 임은수.
  - 독일의 축구 선수 자말 무시알라.

## 사망
- 1154년 - 시칠리아의 왕 루지에로 2세. (1095년~)
- 1266년 - 시칠리아의 왕 만프레디. (1232년~)
- 1726년 - 신성 로마의 제국 막시밀리안 2세 에마누엘 폰 바이에른 선제후. (1662년~)
- 1770년 - 이탈리아의 작곡가 주세페 타르티니. (1692년~)
- 1878년 - 이탈리아의 천문학자 안젤로 세키. (1818년~)
- 1907년 - 영국의 축구 행정가 찰스 윌리엄 앨콕. (1842년~)
- 1909년 - 독일의 심리학자 헤르만 에빙하우스. (1850년~)
- 1921년 - 오스트리아와 폴란드의 경제학자 카를 멩거. (1840년~)
- 1936년 - 일본의 정치인, 군인 사이토 마코토. (1858년~)
- 1981년 - 영국의 작가 로버트 에이크먼. (1914년~)
- 1985년 - 대한민국의 배우 김난영. (1943년~)
- 1989년 - 대한민국의 정치인 신상초. (1922년~)
- 1998년 - 미국의 농업경제학자, 노벨 경제학상 수상자 시어도어 슐츠. (1902년~)
- 2018년 - 한국계 노르웨이의 기업인 이철호. (1937년~)
- 2021년 - 파푸아뉴기니의 정치인 마이클 소마레. (1936년~)
- 2022년 - 대한민국의 문학평론가, 대학 교수 이어령. (1933년~)
- 2023년 - 미국의 육상 선수 밥 리처즈. (1926년~)
- 2024년
  - 대한민국의 정치인 곽정현. (1933년~)
  - 잉글랜드의 은행가 제4대 로스차일드 남작 제이콥 로스차일드. (1936년~)
- 2025년
  - 대한민국의 군인 김태영. (1949년~)
  - 스웨덴의 영화배우 리스 닐헤임. (1944년~)
  - 대한민국의 정치인 류근찬. (1949년~)
  - 미국의 영화배우 미셸 트랙턴버그. (1985년~)

## 기념일
- 쿠웨이트 광복절(Liberation Day): 미국을 비롯한 다국적군의 지원으로 1991년 이라크의 점령에서 해방된 것을 기념하는 날.

## 같이 보기
- 전날: 2월 25일 다음날: 2월 27일 - 전달: 1월 26일 다음달: 3월 26일
- 음력: 2월 26일
- 모두 보기